# Haplothrix strandi
Haplothrix strandi är en skalbaggsart som beskrevs av Stefan von Breuning 1935. Haplothrix strandi ingår i släktet Haplothrix och familjen långhorningar. Inga underarter finns listade i Catalogue of Life.